# 언사이드
언사이드(Unside)는 임은철(FX,작곡), 박혜림(보컬,기타), 조정빈(베이스), 윤주영(키보드), 백규옥(드럼)으로 구성된 5인조 포스트락, 모던락 밴드였다.

## 멤버
베이시스트 조정빈은 보컬도 겸하고 있었으며 (카피곡 The XX-Crystalize) 키보디스트 윤주영은 코러스도 했었다.특히 키보디스트의 멋진 키보드 연주/액션은 연주자가 표현할 수 있는 멋을 한껏 보여주었다.
언사이드의 대표곡으로는 <ME>가 있으며 KBS2 탑밴드2 2차예선 때 <ME>를 연주, 매우 짧게 나왔음에도 불구하고 주목을 받았었다. 이들의 음악은 가사가 적은 편이고 연주의 비중이 매우 큰 곡이 대부분이다. 예를 들면 곡의 초반부는 어둡고 슬픈 듯 하지만 후반부에서는 슬픔을 날려버리듯 터지는 듯한 연주로 절정을 달리고, 해소한다.

## 해체
2012년 8월, 보컬 박혜림의 탈퇴로 시작하여 여성멤버들(키보디스트,드럼)의 줄이은 탈퇴로 해체하였다. 언사이드가 EP앨범 작업으로 공연까지 쉬며 연습/곡을 만들며 팬들의 기대를 받고 있었으나 앨범 작업 중 해체로 인해 안타깝게도 주옥같은 곡들이 앨범에 실리지 못하였다. 현재 남은 멤버 임은철, 조정빈은 새로운 밴드 '피네(Fine)'를 결성해 홍대에서 활동하고 있다.(2013년 기준)
박혜림 또한 2013년 City In Dust (줄여서 CID)라는 싸이키델릭 밴드로 활동중이다.

## '언사이드' 곡 목록
- 37
- 몸짓